# Кулевчеська волость
Кулевчеська волость — історична адміністративно-територіальна одиниця Аккерманського повіту Бессарабської губернії.
Станом на 1886 рік складалася з 2 поселень, 2 сільських громад. Населення — 2555 осіб (1266 осіб чоловічої статі та 1289 — жіночої), 872 дворових господарств.
|                     | Площа, десятин | У тому числі орної, дес. |
| ------------------- | -------------- | ------------------------ |
| Сільських громад    | 13833          | 10214                    |
| Приватної власності | 680            | 680                      |
| Казенної власності  | —              | —                        |
| Іншої власності     | —              | —                        |
| Загалом             | 14513          | 10894                    |

Поселення волості:
- Кулевча — колонія болгар при річці Хаджидер за 35 верст від повітового міста, 1353 особи, 230 дворових господарств, православна церква, школа, 4 лавки.
- Камчик — колонія болгар при річці Сарата, 1202 особи, 205 дворових господарств, православна церква, школа, лавка.